# Oligonucleotide

Morfolino, een oligonucleotide die onder meer gebruikt wordt om genetische knockdowns te maken

Een oligonucleotide is een relatief kort enkelstrengs DNA- of RNA-molecuul dat voor uiteenlopende doeleinden gebruikt wordt in wetenschappelijk onderzoek. Oligonucleotiden worden vaak synthetisch gemaakt en toegepast in onder andere de geneeskunde, genetische screenings, recombinant-DNA-technologie en forensisch onderzoek.
Oligonucleotiden, die doorgaans tussen de 13-25 nucleotiden lang zijn, worden meestal in het laboratorium gesynthetiseerd via vastefasesynthese. Hierbij is het mogelijk de gehele sequentie van de oligo te specificeren. Ze zijn van groot belang bij het maken van genconstructen, het maken van primers voor polymerase-kettingreactie (PCR) en DNA-sequencing. Ze worden verder gebruikt bij moleculair klonen, als probes in fluorescent in situ hybridization en bij DNA-microarrays.
Natuurlijke oligonucleotiden komen gewoonlijk voor als kleine RNA-moleculen (microRNA's), die als functie hebben het reguleren van de genexpressie of het zijn tussenproducten bij de afbraak van grotere nucleïnezuurmoleculen.

## Synthese
Oligonucleotiden kunnen in het laboratorium worden gesynthetiseerd met behulp van natuurlijk voorkomende of chemisch gemodificeerde nucleosiden. De assemblage van de oligonucleotideketen verloopt in de 3' naar 5'-richting, volgens een routinematige procedure (de synthetic cycle). Bij iedere cyclus wordt een nieuw nucleotideresidu aan de groeiende keten toegevoegd. Commerciële laboratoria hebben verschillende methodes ontwikkelt om het rendement (yield) en de efficiëntie van het proces hoog te houden. Over het algemeen zijn de gemaakte oligonucleotiden kort in lengte, veelal 13-25 nucleotiden. De maximale lengte van synthetische oligonucleotiden in de praktijk niet hoger dan 200 nucleotiden. HPLC en andere technieken worden gebruikt om de producten met de gewenste sequentie te isoleren.

## Antisense-oligonucleotiden
Antisense-oligonucleotiden zijn enkelstrengse DNA- of RNA-ketens die complementair zijn aan een gewenste sequentie. Antisense-oligonucleotiden kunnen zo worden gemaakt dat ze zich richten tegen een specifiek, complementair (coderend of niet-coderend) RNA-molecuul in de cel. Zo'n olignucleotide wordt antisense RNA genoemd. Deze worden veel gebruikt in biologisch onderzoek en kent diverse toepassingen in de geneeskunde van erfelijke ziekten. Antisense RNA kan een binding aangaan met messenger RNA (hybridisatie), en zal hierdoor de translatie van het verhinderen. Zodra er binding plaatsvindt, zal het dubbelstrengse RNA-molecuul worden afgebroken door het enzym RNase H. Het resulteert in sterke downregulatie van mRNA-expressie.
Neurodegeneratieve ziekten die het gevolg zijn van een enkel mutant eiwit, kunnen goed behandeld worden met antisense-oligonucleotiden. De antisense-oligonucleotiden hebben het vermogen om zeer specifieke RNA-sequenties te binden en hun expressie tegen te gaan, zodat het ziekmakende eiwit niet langer wordt aangemaakt in het lichaam. Voorbeelden van dergelijke ziekten zijn de ziekte van Huntington, de ziekte van Alzheimer, de ziekte van Parkinson en amyotrofische laterale sclerose (ALS).